# Polco
Polco es una pequeña localidad del departamento Chamical, provincia de La Rioja, Argentina. Se halla emplazada a 7 km de la ciudad de Chamical.
Es una villa turística, con un embalse excavado hace años por los indígenas, y aún hoy visitado con frecuencia. El Lago de los Milagros de la Virgen y piletas de natación completan la propuesta turística. 
Los olongastas fundaron Polco Arriba. Luego su población migró al este, denominándose Polco Abajo, y que actualmente es Polco quedando el territorio integrado al área criolla de cultura gaucha ya en el siglo XVII.
En esta localidad se emplaza el templo en honor a la Virgen María del Rosario, cuya construcción data de la segunda mitad del siglo XVIII, cuya fiestas patronales se celebran en los dos primero domingos del mes de octubre y la celebración del templo es en el mes de julio. Cuenta actualmente con un museo en el que se exhiben elementos relacionados con la fe y religiosidad popular, como son vestidos confeccionados por promesantes y elementos en chapa de plata donado en agradecimiento por milagros recibidos.

## Geografía

### Población
Cuenta con 80 habitantes (Indec, 2010), lo que representa un incremento del 14,3% frente a los 70 habitantes (Indec, 2001) del censo anterior.
| Gráfica de evolución demográfica de Polco entre 1991 y 2010 |
|                                                             |
| Fuente: Censos nacionales del INDEC                         |

### Sismicidad
La sismicidad de la región de La Rioja es frecuente y de intensidad baja, y un silencio sísmico de terremotos medios a graves cada 30 años en áreas aleatorias. Sus últimas expresiones se produjeron:
- 12 de abril de 1899 (126 años), a las 16.10 UTC-3 con 6,4 Richter; como en toda localidad sísmica, aún con un silencio sísmico corto, se olvida la historia de otros movimientos sísmicos regionales (terremoto de La Rioja de 1899)
- 24 de octubre de 1957 (67 años), a las 22.07 UTC-3 con 6,0 Richter (terremoto de Villa Castelli de 1957): además de la gravedad física del fenómeno se unió el olvido de la población a estos eventos recurrentes
- 28 de mayo de 2002 (22 años), a las 0.03 UTC-3, con 6,0 escala Richter (terremoto de La Rioja de 2002)[1]